# Фиона Макинтош
Фиона Макинтош (на английски: Fiona McIntosh) е австралийска писателка на произведения в жанровете фентъзи, исторически любовен роман и романтичен трилър, криминален роман, детска литература и документалистика.

## Биография и творчество
Фиона Макинтош е родена на 14 март 1960 г. в Брайтън, Англия. Поради работата на баща си между три и осемгодишна възраст пътува много до Африка. На деветнадесет години пътува първо до Париж, а по-късно до Австралия, където след време се установява. Първоначално работи като специалист по връзки с обществеността в Лондон, после дълги години работи като специалист по продажби и маркетинг за туристическата индустрия, включително 15 години води списание за пътуване със съпруга си.
Първият ѝ роман „Betrayal“ (Предателство) от фентъзи поредицата „Троица“ е издаден през 2001 г.
През 2007 г. е издаден криминалният ѝ роман „Bye Bye Baby“ (Чао чао, бебе) от поредицата „Джак Хоуксуърт“, първоначално под псевдонима Лорън Кроу.
Фиона Макинтош живее със семейството си в Аделаида, Южна Австралия.

## Произведения

### Самостоятелни романи
- Fields of Gold (2010)[1][3]
- The Scrivener's Tale (2013)
- The Tailor's Girl (2014)
- Nightingale (2015)
- The Last Dance (2015)
- The Perfumer's Secret (2016)
Тайна с дъх на парфюм, изд.: „Софтпрес“, София (2018), прев. Росица Тодорова
- The Chocolate Tin (2017)
Кутия шоколад, изд.: „Софтпрес“, София (2017), прев. Силвия Големанова
- The Tea Gardens (2017)
- The Pearl Thief (2018)
- The Diamond Hunter (2019)
- Tapestry (2019)
- The Champagne War (2020)
- The Spy's Wife (2021)
- The Orphans (2022)

### Серия „Троица“ (Trinity)
1. Betrayal (2001)[1]
2. Revenge (2002)
3. Destiny (2002)

### Серия „Ускоряване“ (Quickening)
1. Myrren's Gift (2005)[2]
2. Blood and Memory (2004)
3. Bridge of Souls (2004)

### Серия „Перхерон“ (Percheron)
1. Odalisque (2005)[2]
2. Emissary (2007)
3. Goddess (2008)

### Серия „Джак Хоуксуърт“ (Jack Hawksworth)
1. Bye Bye Baby (2007)[1]
2. Beautiful Death (2009)

### Серия „Валисар“ (Valisar)
1. Royal Exile (2008)[2]
2. Tyrant's Blood (2009)
3. King's Wrath (2010)

### Серия „Шепот“ (Whisperer)
1. The Whisperer (2009)[2]
2. The Rumpelgeist (2012)

### Серия „Люк и Лизет“ (Luc & Lisette)
1. The Lavender Keeper (2013)[2]
2. The French Promise (2014)

### Серия „Детектив Джак Хоуксуърт“ (DCI Jack Hawksworth)
1. Mirror Man (2021)[2]
2. Dead Tide (2023)

### Документалистика
- How To Write Your Blockbuster (2015)[1]